# Liste der Kulturdenkmale in Großbothen
In der Liste der Kulturdenkmale in Großbothen sind die Kulturdenkmale des Grimmaer Ortsteils Großbothen verzeichnet, die bis Juli 2024 vom Landesamt für Denkmalpflege Sachsen erfasst wurden (ohne archäologische Kulturdenkmale). Die Anmerkungen sind zu beachten.
Diese Aufzählung ist eine Teilmenge der Liste der Kulturdenkmale in Grimma.

## Großbothen
| Bild                                    | Bezeichnung | Lage                                        | Datierung | Beschreibung | ID       |
| --------------------------------------- | --- | ------------------------------------------- | --- | --- | -------- |
| Weitere Bilder                          | Kirche mit Ausstattung, Kirchhof mit Einfriedung, Leichenhalle, mehrere Grabmale und Kriegerdenkmal für die Gefallenen des Ersten Weltkrieges, Kriegerdenkmal für die Gefallenen des Zweiten Weltkrieges und zwei Grabmäler für gefallene sowjetische Soldaten                                       | Alte Kirchstraße (Karte)                    | 1291 Ersterwähnung (Kirche); bezeichnet mit 1676 (Kirche); 13. Jahrhundert (Sakristeischrank); Ende 18. Jahrhundert (Architekturrahmen); 1904 (Orgel) | Im Kern romanische Saalkirche, mit eingezogenem Chor und dickem Dachreiter, baugeschichtlich, ortshistorisch und personengeschichtlich von Bedeutung | 08974421 |
|                                         | Kriegerdenkmal für die Gefallenen des Ersten Weltkrieges | Alte Kirchstraße 4 (neben) (Karte)          | Um 1920 | Stele aus Bossenmauerwerk in Granit, bildhauerischer Schmuck, zeit- und ortsgeschichtliche Bedeutung. Massive Stele aus Quadermauerwerk (Beuchaer Granit), nach oben verjüngend, auf breitem gemauerten Sockel (Lausitzer Granit), mit Efeubewuchs, Inschrift (rückwärtig) „Den Toten zur Ehre den Lebenden zur Mahnung“ und die Namen der Gefallenen, Inschrift „Unseren Helden 1914–1918“ und Lorbeerrelief mit gekreuzten Schwertern, Eisernes Kreuz, Birkenbepflanzung, zentraler Weg von Granitstein eingefasst. | 08974496 |
| Direkt Bild zu diesem Denkmal hochladen | Wohnhaus mit rückwärtigem Anbau | Alte Kirchstraße 5 (Karte)                  | 1. Hälfte 19. Jahrhundert | Obergeschoss Fachwerk, bauhistorisches Denkmal mit straßenbildprägendem Fachwerkgiebel. Zweigeschossig auf hakenförmigem Grundriss, Erdgeschoss massiv (Lehm), Obergeschoss Fachwerk, Satteldach, Erdgeschoss Holzfenstergewände. | 08974419 |
| Direkt Bild zu diesem Denkmal hochladen | Pfarrhof mit Pfarrhaus, Seitengebäude (Wohnstallhaus), zweites Seitengebäude, Scheune, Pfarrgarten, Einfriedung und Toreinfahrt | Alte Kirchstraße 6 (Karte)                  | Um 1800 | Pfarrhaus Putzbau mit Krüppelwalmdach und Segmentbogenportal, Nebengebäude eingeschossige Massivbauten, vollständig erhaltener Pfarrhof von ortshistorischer und bauhistorischer Bedeutung. - Pfarrhaus: zweigeschossig, massiv, Krüppelwalmdach, Biberschwanzdeckung, Porphyrtuffgewände, symmetrische Gliederung, sieben Fensterachsen, mittiges Segmentbogenportal mit Schlussstein, Eingangstür mit originalem Oberlicht und originaler Windfangtür, originale Winterfenster - Wohnstallhaus: eingeschossig, massiv, Porphyrtuffgewände, drei Eingänge mit Oberlicht (Türsturz und Gewände Porphyrtuff), Krüppelwalmdach, Giebel verschiefert, alte Winterfenster - Scheune: eingeschossig, Bruchstein verputzt, Satteldach, zwei Holztore, Satteldach, Nebengebäude: eingeschossig, massiv, verputzt, Eingang Porphyrtuffgewände mit Segmentbogentür, Satteldach, Biberschwanzdeckung, späterer Garagendurchbruch, im Dach Ladelucke - Einfriedung: Bruchstein, zum Teil verputzt, zwei Tore mit Torpfeilern, zum Teil altes eisernes Ziergitter erhalten | 08974420 |
|                                         | Kantorat, Seitengebäude und Einfriedung | Alte Kirchstraße 7 (Karte)                  | Mitte 19. Jahrhundert | Schlichter Putzbau mit Porphyrtuffelementen, Nebengebäude teils massiv, teils Fachwerk, orts-, bau- und kirchengeschichtliche Bedeutung. - Kantorat: zweigeschossig, massiv, Satteldach mit Fledermausgaube, Fenster- und Türgewände Porphyrtuff, Eingangstür mit Oberlicht - Nebengebäude (Stall): eingeschossig, vorderer Teil in Fachwerk, Holz- und Porphyrtuffgewände, Satteldach - Einfriedung: Bruchsteintorpfeiler, verputzt, mit Porphyrtuffabdeckung, Holzzaun auf Bruchsteinsockel mit Porphyrtuffpfeilern | 08974417 |
|                                         | Ehemalige Schule, heute Wohnhaus, mit Scheunenanbau | Alte Kirchstraße 8 (Karte)                  | 1781 | Fachwerkbau, Scheunenanbau massiv, orts- und sozialgeschichtliche Bedeutung. Zweigeschossig, Erdgeschoss massiv, Obergeschoss Fachwerk (mit Dachpappe verschalt), Giebel massiv, im Erdgeschoss Porphyrtuffgewände, zwei Eingänge, Krüppelwalmdach, Biberschwanzdeckung, ehemals Backhaus angebaut (heute noch Nische im Inneren sichtbar). | 08974418 |
|                                         | Stellwerk W4 (Kleinbothener Straße), Stellwerk W2 (Zum Bahnhof), ehemaliges Empfangsgebäude (Colditzer Landstraße 7) sowie die Gleise des Bahnhofs Großbothen (Einzeldenkmale der Sachgesamtheit 09306201)                                                                                           | Colditzer Landstraße 7 (Karte)              | 1869 (Empfangsgebäude); 1899, später verändert (Stellwerk); 1937 (Stellwerk)                                                                          | Einzeldenkmale der Sachgesamtheit Muldentalbahn: Stellwerk W4 (Anschrift: Kleinbothener Straße), Stellwerk W2 (Anschrift: Zum Bahnhof), ehemaliges Empfangsgebäude (Anschrift: Colditzer Landstraße 7) sowie die Gleise des Bahnhofs Großbothen; Anlagen der Bahnstrecken [Borsdorf–Coswig (6386; sä. BC), Glauchau–Wurzen (Muldentalbahn) sowie der Querbahn Großbothen–Borna, Stellwerk W4 mit technischer Ausstattung, erstes Empfangsgebäude von 1869, wichtiger Verkehrsknotenpunkt des Leipziger Landes, verkehrs- und eisenbahngeschichtlich von Bedeutung. Der Bahnhof Großbothen war ein wichtiger Eisenbahnknoten im mittelsächsischen Raum. An ihm kreuzten sich die Strecken Borsdorf – Coswig (zweigleisig, ab 1868), der Strecke Glauchau – Wurzen (Muldentalbahn) (eingleisig, um 1875) und ab 1937 die Querbahn nach Borna. Letztere führte zu umfangreichen Erweiterungen des Bahnhofes Großbothen. Inselbahnsteige und Bahnsteigunterführungen wurden angelegt und die Gleisanlagen erweitert. 2004 wurde das Stellwerk W4 und 2010 die Stellwerke B3 (1899), W1 und W2 außer Betrieb genommen. - Stellwerk W4: mechanisches Stellwerk (Spannwerk erhalten), zweigeschossig, massiv, verputzt, mit Kastenerker (verglast), originale Fenster, transparente Ecken, konkav abgeknicktes Walmdach, im Erdgeschoss Aufschrift „Großbothen“ - Stellwerk W2: mechanisch, zweigeschossig, massiv, verputzt, mit Kastenerker (verglast), originale Fenster, transparente Ecken, konkav abgeknicktes Walmdach, das Wärterstellwerk Stw 2 war für die Ausfahrt nach Borna und nach Grimma unt. Bahnhof zuständig, Hinter dem Stellwerk zweigte die Muldentalbahn in einem Rechtsbogen ab. - Empfangsgebäude: 1869 durch die Leipzig-Dresden-Eisenbahn-Compagnie erbaut, Vorläuferbau des Empfangsgebäudes von 1875, Typenbau Flügelbau-Mittelbau-Anbau, zweigeschossiges einfach gehaltenes Hauptgebäude mit aufwändig gestaltetem Anbau (Mittelrisalit, Bogenfenster), Mittelbau eingeschossig, flaches Satteldach, Dachpappe, umgebaut - Wasserstation, Empfangsgebäude (1875) sowie alle anderen bahntechnischen Anlagen sind kein Denkmal | 08974457 |
| Direkt Bild zu diesem Denkmal hochladen | Wohnhaus | Eichberggasse 1 (Karte)                     | Bezeichnet mit 1805 | Straßenbildprägendes Fachwerkgebäude mit schön gegliedertem Giebel und Korbbogenportal, heimat- und baugeschichtliche Bedeutung. Zweigeschossig, nach hinten abgeschleppt, Erdgeschoss massiv, verputzt, Segmentbogenportal mit Schlussstein, bezeichnet mit „1805 CH“, Obergeschoss Fachwerk, zum Teil Lehm-, zum Teil Ziegelausfachung, Fenster- und Türgewände vermutlich Porphyrtuff | 08974413 |
| Direkt Bild zu diesem Denkmal hochladen | Ehemalige Schmiede mit Nebengebäude | Eichberggasse 4 (Karte)                     | Bezeichnet mit 1805 | Obergeschoss Fachwerk verputzt, Nebengebäude in Bruchsteinmauerwerk, als ehemalige Schmiede von orts- und baugeschichtlicher Bedeutung. - Wohnhaus: zweigeschossig auf hakenförmigem Grundriss, Erdgeschoss massiv, Obergeschoss Fachwerk (verputzt), Segmentbogentür mit Schlussstein (bezeichnet mit 1805) und alte Tür mit Oberlicht, Satteldach, straßenseitig Anbau auf Holzstützen in Fachwerk, verputzt, Satteldach, hofseitig abgeschleppt, Schornstein aus Ziegelstein (quadratisch) (ehemalige Schmiedewerkstatt) - Nebengebäude: eingeschossig, massiv, Bruchstein zum Teil verputzt, Toreinfahrt mit hölzernen Torflügeln, Satteldach | 08974412 |
| Direkt Bild zu diesem Denkmal hochladen | Wochenendhaus Dr. Birnbaum | Galgenberg 1 (Karte)                        | Um 1928 | Holzhaus, Zeugnis für die bürgerliche Kultur der Sommerfrische, Wochenendhaus eines Dr. Birnbaum aus Leipzig, kulturhistorische und bauhistorische Bedeutung. Holzhaus, eingeschossig mit massivem Kellersockel und Drempelgeschoss, verbrettert, Erdgeschoss Blockbauweise, Satteldach mit Dachüberstand, abgefasste Ecken mit Eckfenstern, originale Fenster und -läden, giebelseitig Terrasse mit Treppenaufgang, an der Giebelseite eingeschossiger Vorbau. | 08974428 |
| Direkt Bild zu diesem Denkmal hochladen | Wochenendhaus Dr. Oeken, Nebengebäude und Garage | Galgenberg 3 (Karte)                        | Um 1928 | Holzhaus, als Wochenendhaus des Ohrenarztes Dr. Oeken aus Leipzig Zeugnis für die bürgerliche Kultur der „Sommerfrische“, von kulturhistorischer und bauhistorischer Bedeutung. - Wochenendhaus: eingeschossig, vorkragendes Dachgeschoss, originale Eingangstür, verglaster Wintergarten - Nebengebäude (im unteren Teil des Grundstückes an der Straße): eingeschossiges Holzhaus (Blockbauweise), Giebel verbrettert, Satteldach - Garage: eingeschossiges Holzhaus auf hakenförmigem Grundriss, Bruchsteinsockel, Satteldach einseitig abgewalmt, originale Fenster und Fensterläden, großes Garagentor mit Dreiecksfenstern im Giebel | 08974429 |
|                                         | Gasthaus (ehemals Müllers Tanzpalast) mit rückwärtigem Saalbau (beide Gebäude mit historischer Ausstattung) | Grimmaer Straße 7 (Karte)                   | 1837 (Gasthof); 1910 (Ballsaal); um 1925 Umbau (Gasthof); 1926 (Diskokugel mit Strahler)                                                              | Putzbau mit Art-déco-Schmuck, markanter turmartiger Mittelrisalit, Saal mit teils historisierender, teils jugendstiliger Dekoration und Schwingboden sowie „Licht der 1000 Sterne“ (Vorläufer der Diskokugel) von 1926, einzigartige Ausstattung, das originale Schwingparkett im Saal technisches Denkmal, Gasthof von orts- und baugeschichtlicher Bedeutung, überregionaler Erinnerungs- und Seltenheitswert. - Gasthaus 1836/1837, tiefgreifender Umbau um 1920: dreigeschossig, massiv, verputzt (originale Putzgliederung), Krüppelwalmdach mit Biberschwanzdeckung, mittelrisalitartiger zentraler Turm (auf polygonalem Grundriss mit konkav abgefasten Ecken) mit abgeknicktem Glockendach (Schieferdeckung) und großem Knauf (Kugel aus Kupfer mit Leuchtschriftkasten) und Fledermausgauben, zwei originale zweiflügelige Eingangstüren mit verglasten Türfeldern mit Oberlicht und Bleiglas, innen originale Türen und Fußbodenfliesen, Erdgeschoss genutet, zum Teil Lisenengliederung, Tür- und Fensterfaschen und Sohlbänke in Art déco ornamentiert; Saal 1910: originale Türen, Schwingboden aus Eiche (Seltenheitswert), Licht der 1000 Sterne (Diskokugel) mit geschliffenen Gläsern und ungeschliffenen Spiegelflächen dazwischen (vermutlich Mitarbeit/Initiative durch Wilhelm Ostwald), Bühnenvorhang 1910, Orchesterempore - an rückwärtiger Traufseite Saalanbau: langgestreckter Bau mit flachem Satteldach, geschnitzte Sparrenköpfe, zweigeschossig mit teilweise eingeschossig mit Drempel, Erdgeschoss große Korbbogenfenster, originale Holzfenster, erstes Obergeschoss flacher Kastenerker | 08974416 |
| Direkt Bild zu diesem Denkmal hochladen | Wohnhaus mit Einfriedung | Grimmaer Straße 10 (Karte)                  | 1928 | Villenartiger Putzbau in den traditionellen Formen der 1920er Jahre, sparsame Putzgliederungen, ortsentwicklungs- und baugeschichtliche Bedeutung. - Wohnhaus: zweigeschossig, massiv, verputzt, originale Putzgliederung (Edelputz), Gesimsband, an Vorderseite über dem Fenster vertiefte rundbogige Putzfelder und Fensterumrahmung, Walmdach mit Biberschwanzdeckung, seitlicher Treppenhausturm mit hohen Fenstern über zwei Geschosse (zwei Fensterachsen breit), originale Fenster mit Fensterläden, originale Eingangstür mit profiliertem Gewände und gerader Überdachung, an Rückseite Altan mit originaler Tür und Balkon, davor Terrasse mit originaler Tür, im Dach Satteldachgauben und rückseitig Dachhecht - Einfriedung: Bruchstein (Granitporphyrtuff), unverputzt, Mauer mit abgerundeten Ecken | 08974415 |
| Weitere Bilder                          | Kilometerstein | Grimmaer Straße 10 (gegenüber) (Karte)      | 3. Drittel 19. Jahrhundert | Verkehrsgeschichtlich von Bedeutung. Kilometerstein aus Sandstein, abgerundeter Abschluss (bossiert), bezeichnet mit „6000 km“ und „6“. | 08974414 |
| Direkt Bild zu diesem Denkmal hochladen | Villa | Grimmaer Straße 15 (Karte)                  | Um 1900 | Straßenbildprägender, gut gestalteter, gründerzeitlicher Klinkerbau mit hölzerner Veranda, baugeschichtlich von Bedeutung. Zweigeschossiger Klinkerbau, gelber Klinker mit roter Klinkergliederung, Kellersockel Polygonalmauerwerk, Segmentbogenfenster mit Porphyrtuffgewände, Gurtgesims aus Porphyrtuff, Kranzgesims (abgetreppte Klinkerkonsolen), mehrfach abgetreppte Konsolsteine aus roten und gelben Klinkern, Satteldach, winkelförmig angeordneter dreigeschossiger Eckturm auf quadratischem Grundriss, im Winkel Eingang mit originaler Tür und Altan aus Holz mit Brettdocken und Zierstreben, Dreiecksgiebel mit pyramidenförmigen Akroterien, Kugelaufsatz, Eckquaderung aus Porphyrtuff. | 08974424 |
| Weitere Bilder                          | Wilhelm Ostwald Park; Wilhelm-Ostwald-Archiv und Begegnungsstätte (Sachgesamtheit) | Grimmaer Straße 23, 25, 27, 27a, 29 (Karte) | Um 1900 (zwei Ställe); 1916 (Haus „Werk“) | Sachgesamtheit Wilhelm-Ostwald-Archiv und Begegnungsstätte, mit folgenden Einzeldenkmalen: Wohnhaus von Wilhelm Ostwald (Nr. 25, Haus „Energie“), Villa von Walter Ostwald (Nr. 27, Haus „Glückauf“), Gartenhaus von Wolfgang Ostwald (Nr. 29, „Waldhaus“), Hausmeisterwohnhaus (Nr. 23) und Grablege von Wilhelm und Helene Ostwald im Steinbruch (08974426), mit weitläufigem Villengarten (Gartendenkmal) sowie mit folgenden Sachgesamtheitsteilen: Nebengebäude mit Labor (Nr. 27a, Haus „Werk“) und zwei weitere Nebengebäude; Putzbauten, zum Teil mit Fachwerk, Villengarten mit Staudengärten, Solitärbäumen, Waldpark, Grabstätte, Teichen und Obstwiese, seit 1901 Landsitz, ab 1906 ständige Wohn- und Arbeitsstätte des Nobelpreisträgers Wilhelm Ostwald (1853–1932), später auch Wohnort der Familie und Nachkommen des Chemikers, von herausragender wissenschaftlicher, garten- und bauhistorischer Bedeutung, hohe Wertigkeit für die Volksbildung, heute Museum und Begegnungsstätte | 09300329 |
| Weitere Bilder                          | Wohnhaus von Wilhelm Ostwald (Nr. 25, Haus „Energie“), Villa von Walter Ostwald (Nr. 27, Haus „Glückauf“), Gartenhaus von Wolfgang Ostwald (Nr. 29, „Waldhaus“), Hausmeisterwohnhaus (Nr. 23) und Grablege von Wilhelm und Helene Ostwald im Steinbruch (Einzeldenkmale der Sachgesamtheit 09300329) | Grimmaer Straße 23, 25, 27, 29 (Karte)      | Um 1900 (Haus „Energie“); 1905–1906 (Hausmeisterhaus); 1912 („Waldhaus“); 1914 (Haus „Glückauf“); um 1950 (Grabmal)                                   | Einzeldenkmale der Sachgesamtheit Wilhelm-Ostwald-Archiv und Begegnungsstätte; seit 1901 Landsitz, ab 1906 ständige Wohn- und Arbeitsstätte des Nobelpreisträgers Wilhelm Ostwald (1853–1932), später auch Wohnort der Familie und Nachkommen des Chemikers, von herausragender wissenschaftlicher und bauhistorischer Bedeutung, hohe Wertigkeit für die Volksbildung. - heute Museum und Begegnungsstätte Haus „Energie“, Nummer 25: von Wilhelm Ostwald 1901 als Sommerhaus erworben, 1905/06 ausgebaut: nach vorn eingeschossig, nach hinten zweigeschossig (Hanglage), mit Drempelgeschoss, Krüppelwalmdach und Zwerchhaus mit Krüppelwalmdach, dreigeschossiger Eckturm (unten quadratischer, darüber oktogonaler Grundriss) mit Pyramidendach und Laterne und Knauf, im gesamten Drempelgeschoss Fachwerk, Biberschwanzdeckung, rundbogiger Eingang gerahmt von kannelierten Pilastern, gerade Überdachung und rechteckiges Giebelfeld mit Inschrift: Haus „Energie“, alte Tür, seitlich Terrasse zum Park mit Korbbogentür, nach hinten Standerker auf polygonalem Grundriss, Erdgeschoss innen: originale Arbeitsräume mit Bibliothek und privatem Laboratorium mit originalen Arbeitsgeräten und Gemälden von Wilhelm Ostwald - Haus „Glückauf“, Nummer 27, seit 1923 so benannt, für die Familie von Walter Ostwald erbaut: zweigeschossige Villa mit Jugendstilelementen, bewegte Fassade (polygonaler Eckrisalit, eingeschossiger Kastenerker, vorkragender Rundturm mit bleigedecktem Dachhelm), Mittelrisalit mit Mansarddach (abgewalmt), sonst Walmdach mit Gauben, originale Fenster - „Waldhaus“, Nummer 29: als Sommerhaus für Kolloidchemiker Wolfgang Ostwald errichtet: eingeschossig, Erdgeschoss und Dachgeschoss Fachwerk, Satteldach, beidseitig abgeschleppt, Zwerchhaus Fachwerk mit Satteldach, originale Fensterläden und Fenster, giebelseitig Eingangshäuschen mit Tür aus den 1930er Jahren, originale Putzgliederung, verbretterter Balkon mit originaler Verglasung, Giebel am oberen Teil verbrettert, Biberschwanzdeckung - Hausmeisterwohnhaus, Nummer 23: eingeschossig, massiv auf hohem Klinkersockel, Drempelgeschoss, Satteldach mit Schleppgaube, Segmentbogenfenster zum Teil mit originalen Fensterläden, alte Fenster, rundbogige Überdachung, weiter Dachüberstand mit Gitterstreben, Putzgliederung - Grabanlage (im Villengarten gelegen): kesselartiger zum Halbkreis ausgehauener Steinbruch, im mittleren Teil in den Felsen eingelassene Inschrifttafel (Kunststein) „Wilhelm Ostwald 1853–1932, Helene Ostwald 1854–1946 und ihre Kinder“, daneben mit Steinen eingefasster Teich, gestaltete Anlage mit Treppen, Wegen, Bänken und Blumenanpflanzung | 08974426 |
| Direkt Bild zu diesem Denkmal hochladen | Villa Wundt und Vorgarten | Grimmaer Straße 28 (Karte)                  | 1904–1905 | Schlichter Villenbau mit zweigeschossiger Holzveranda, am Haus Gedenktafel von 1982, als Wohn- und Sterbeort des Psychologen Wilhelm Wundt (1832–1920) von ortsgeschichtlicher und wissenschaftshistorischer Bedeutung. Zweigeschossig mit Mezzaningeschoss, Kellersockel aus Bruchstein, Segmentbogenfenster, alte Fenster, traufseitig zweigeschossig, Balkon auf hohem Bruchsteinsockel aus Holz mit geschnitzten Holzpfeilern und originaler Verglasung, Gesimsbänder aus ornamentierten Kacheln, Fensterbänke aus Kunststein mit Wellenmotiv (Laufender Hund), Eingangsüberdachung auf Sandsteinpfeilern, originale Eingangstür mit Oberlicht, darüber im ersten Obergeschoss transparente Ecke mit alten Fenstern, nach hinten turmartiger Eckrisalit auf quadratischem Grundriss, flaches Walmdach, Gedenktafel: Inschrift: „Professor Wilhelm Wundt 1832–1920, Begründer der experimentellen Psychologie wohnte und starb in diesem Hause.“. | 08974423 |
|                                         | Kilometerstein | Grimmaer Straße 31 (bei) (Karte)            | 3. Drittel 19. Jahrhundert | Verkehrsgeschichtlich von Bedeutung. Sandstein, oben abgerundet, Inschrift „5000 km“ und „5“. | 08974495 |
|                                         | Wohnhaus und Nebengebäude (Landhaus Rotkäppchen) | Grimmaer Straße 33 (Karte)                  | Um 1925 | Holzhaus der Firma Christoph & Unmack, Niesky, von bauhistorischer Bedeutung. - Wohnhaus/Villa: eingeschossiger Holzbau, verbrettert, mit Satteldach, Erdgeschoss zwei Eckrisalite (polygonal), Terrasse auf halbkreisförmigem Grundriss, Dachgeschoss mit Zierverbretterung (leicht hervorkragend), geschnitzte Sparrenköpfe und originale Fensterläden, nach hinten Eckerker - Nebengebäude: eingeschossiges Holzhaus, verbrettert, Satteldach, originale Fenster und Fensterläden | 08974427 |
| Direkt Bild zu diesem Denkmal hochladen | Villa | Grimmaer Straße 44 (Karte)                  | Um 1915 | Putzbau mit Fachwerkelementen, in gutem Originalzustand erhaltene Villa im Reform- und Heimatstil der Zeit um 1910, baugeschichtlich von Bedeutung. Eingeschossig mit Kellergeschoss (Bossenmauerwerk) und Dachgeschoss, hohes Mansarddach, zweigeschossiger Mittelrisalit und Frontispiz (Krüppelwalmdach mit Wetterfahne), vorgelagerter Standerker mit Pultdach, Eingangshäuschen mit originaler neobarocker Eingangstür mit Oberlicht und originaler Klinke, originales Treppenhaus, nach hinten eingeschossiger verbretterter Anbau, originale Fenster, Sohlbänke aus scharriertem Kunststein. | 08974425 |
| Direkt Bild zu diesem Denkmal hochladen | Wohnhaus eines Bauernhofes | Hauptstraße 34 (Karte)                      | Um 1830 | Obergeschoss Fachwerk, baugeschichtliche Bedeutung. Zweigeschossiger Bau, giebelständig, Erdgeschoss und straßenseitiger Giebel massiv, im Obergeschoss Fachwerk, Krüppelwalmdach. | 08966020 |
| Direkt Bild zu diesem Denkmal hochladen | Wohnstallhaus eines ehemaligen Dreiseithofes und Hofmauer | Hauptstraße 35 (Karte)                      | Mitte 19. Jahrhundert | Stattlicher Putzbau mit Porphyrtuffgewänden und Krüppelwalmdach, Zeugnis ländlicher Bau- und Wirtschaftsweise vergangener Zeiten, baugeschichtlich von Bedeutung. - Wohnstallhaus: zweigeschossiger, massiver Bruchsteinbau, (noch) unverputzt, Erdgeschoss profiliertes Porphyrtuffgewände, Porphyrtuffportal mit gerader Überdachung, Obergeschoss Porphyrtufffenstergewände, im Giebel zum Teil alter Putz, Holztraufe, Krüppelwalmdach (Biberschwanzdeckung) - Einfriedung: Bruchstein, verputzt, ein Torpfeiler mit Porphyrtuffabdeckplatte | 08974407 |
| Direkt Bild zu diesem Denkmal hochladen | Wohnstallhaus und Seitengebäude eines Dreiseithofes sowie Hofpflaster | Hauptstraße 37 (Karte)                      | 1. Hälfte 19. Jahrhundert | Beide Gebäude Obergeschoss Fachwerk, Zeugnis der bäuerlichen Bau- und Lebensweise vergangener Zeiten, ortsbildprägend und baugeschichtlich von Bedeutung. - Wohnstallhaus: zweigeschossig, Erdgeschoss massiv, verputzt, Porphyrtuffgewände, Tür Porphyrtuffgewände, Kellerfenster Porphyrtuff, Obergeschoss Fachwerk, Giebel massiv, Krüppelwalmdach mit Winterfenster, Schiebefenster, Stall mit Porphyrtuffsäulen (fast vollständig vermauert) und Gewölbe, schieferähnliche Dachdeckung (Eternit) - Stall: zweigeschossig, Erdgeschoss massiv, Obergeschoss und Giebel Fachwerk, Krüppelwalmdach (Eternitdeckung) - Hofpflaster: Basaltpflaster | 08974408 |
| Direkt Bild zu diesem Denkmal hochladen | Wohnstallhaus, Scheune und Toreinfahrt eines Vierseithofes | Hauptstraße 50 (Karte)                      | Anfang 19. Jahrhundert | Wohnstallhaus Obergeschoss Fachwerk verputzt, Scheune zum Teil in Lehmbauweise, zum Teil in Fachwerk, im guten Originalzustand erhaltener Bauernhof, baugeschichtlich von Bedeutung. - Wohnstallhaus: zweigeschossig, Erdgeschoss massiv, Bruchstein, Obergeschoss Fachwerk, zum Teil mit Lehmausfachung, Satteldach, Segmentbogenportal mit Schlussstein aus Porphyrtuff, originaler Putz (1900) mit Putzgliederung, alte Fenster, rückseitig abgeschleppt, im Stall Gewölbe - Scheune: massiv (Lehmmauerwerk), zum Teil Fachwerk, zum Teil Ziegelstein, zum Teil Bruchstein, großes Holztor, Satteldach mit Fledermausgaube, Biberschwanzdeckung - Einfriedung: drei Torpfeiler, Bruchstein, verputzt, Porphyrtuffabdeckung | 08974409 |
| Direkt Bild zu diesem Denkmal hochladen | Seitengebäude eines Vierseithofes | Hauptstraße 58 (Karte)                      | 1784 laut Auskunft | Obergeschoss Fachwerk, Zeugnis der bäuerlichen Wohn- und Lebensweise, als Auszugshaus (mit Stallteil) von sozialhistorischer Bedeutung. Auszugshaus mit Stallteil (1784 laut Auskunft und ehemalige Inschrift): teilweise unterkellert, Erdgeschoss Stampflehm und Bruchstein, unverputzt, Giebel im Obergeschoss Fachwerk mit Lehmstakenausfachung, Tür- und Fenstergewände in Holz, Kellerzugang mit Tonnengewölbe, alte Fenster, Satteldach, Biberschwanzdeckung. | 08974411 |
|                                         | Wegestein | Hauptstraße 66e (gegenüber) (Karte)         | 19. Jahrhundert | Quadratische Porphyrtuffstele mit flacher pyramidaler Spitze mit verwitterter Inschrift, verkehrshistorische Bedeutung. Aus dem 19. Jahrhundert, gegebenenfalls ursprünglich vorhandene Inschriften nicht mehr erkennbar. Wegestein als Zeugnis der verkehrstechnischen Erschließung des ländlichen Raumes von verkehrsgeschichtlicher Bedeutung. (Schrift unleserlich, wahrscheinlich Abzweig nach „Kleinbardau/Glasten“). | 08974430 |
| Direkt Bild zu diesem Denkmal hochladen | Stellwerk W4 (Kleinbothener Straße), Stellwerk W2 (Zum Bahnhof), ehemaliges Empfangsgebäude (Colditzer Landstraße 7) sowie die Gleise des Bahnhofs Großbothen (Einzeldenkmale der Sachgesamtheit 09306201)                                                                                           | Kleinbothener Straße (Karte)                | 1869 (Empfangsgebäude); 1899, später verändert (Stellwerk); 1937 (Stellwerk)                                                                          | Einzeldenkmale der Sachgesamtheit Muldentalbahn: Stellwerk W4 (Anschrift: Kleinbothener Straße), Stellwerk W2 (Anschrift: Zum Bahnhof), ehemaliges Empfangsgebäude (Anschrift: Colditzer Landstraße 7) sowie die Gleise des Bahnhofs Großbothen; Anlagen der Bahnstrecken [Borsdorf–Coswig (6386; sä. BC), Glauchau–Wurzen (Muldentalbahn) sowie der Querbahn Großbothen–Borna, Stellwerk W4 mit technischer Ausstattung, erstes Empfangsgebäude von 1869, wichtiger Verkehrsknotenpunkt des Leipziger Landes, verkehrs- und eisenbahngeschichtlich von Bedeutung. Der Bahnhof Großbothen war ein wichtiger Eisenbahnknoten im mittelsächsischen Raum. An ihm kreuzten sich die Strecken Borsdorf – Coswig (zweigleisig, ab 1868), der Strecke Glauchau – Wurzen (Muldentalbahn) (eingleisig, um 1875) und ab 1937 die Querbahn nach Borna. Letztere führte zu umfangreichen Erweiterungen des Bahnhofes Großbothen. Inselbahnsteige und Bahnsteigunterführungen wurden angelegt und die Gleisanlagen erweitert. 2004 wurde das Stellwerk W4 und 2010 die Stellwerke B3 (1899), W1 und W2 außer Betrieb genommen. - Stellwerk W4: mechanisches Stellwerk (Spannwerk erhalten), zweigeschossig, massiv, verputzt, mit Kastenerker (verglast), originale Fenster, transparente Ecken, konkav abgeknicktes Walmdach, im Erdgeschoss Aufschrift „Großbothen“ - Stellwerk W2, mechanisch, zweigeschossig, massiv, verputzt, mit Kastenerker (verglast), originale Fenster, transparente Ecken, konkav abgeknicktes Walmdach, das Wärterstellwerk Stw 2 war für die Ausfahrt nach Borna und nach Grimma unt. Bahnhof zuständig, hinter dem Stellwerk zweigte die Muldentalbahn in einem Rechtsbogen ab - Empfangsgebäude: 1869 durch die Leipzig-Dresden-Eisenbahn-Compagnie erbaut, Vorläuferbau des Empfangsgebäudes von 1875, Typenbau Flügelbau-Mittelbau-Anbau, zweigeschossiges einfach gehaltenes Hauptgebäude mit aufwändig gestaltetem Anbau (Mittelrisalit, Bogenfenster), Mittelbau eingeschossig, flaches Satteldach, Dachpappe, umgebaut Wasserstation, Empfangsgebäude (1875) sowie alle anderen bahntechnischen Anlagen sind kein Denkmal. | 08974457 |
| Weitere Bilder                          | Eisenbahnbrücke über die Kleinbothener Straße | Kleinbothener Straße (Karte)                | 1. Hälfte 20. Jahrhundert | Verkehrsgeschichtlich von Bedeutung. Überformte Eisenbahnbrücke über die Kösserner Straße der Bahnstrecke Borsdorf–Coswig (Streckennummer BC 6386) über die Kösserner Straße: Brückwangen nach einer Seite abgeschrägt, nach der anderen Seite in großen Stufen abgetreppt mit Betonabdeckung, Brückenwangen und Mauer aus Beuchaer Granit (Bruchstein und Bossenmauerwerk), zum Teil mit Eckquaderung aus Sandstein, Gleisbett Betonabdeckung. | 08974456 |
| Weitere Bilder                          | Sachgesamtheitsbestandteil der Sachgesamtheit Muldentalbahn, Teilabschnitt Großbothen | Kleinbothener Straße (Karte)                | 1875 | Sachgesamtheitsbestandteil der Sachgesamtheit Muldentalbahn, Teilabschnitt Grimma, Ortsteil Großbothen, mit dem Einzeldenkmal: Bahnhof Großbothen (08974457), siehe auch Glauchau, 09306181; Sachgesamtheit mit allen Bahnanlagen, darunter Gleisanlagen mit Unter- und Oberbau, Streckenkilometrierung, Fernmelde- und Signalanlagen, Bahnstationen einschließlich aller Funktionsbauten, Wärterhäuschen, Brücken und Durchlässen in den Gemeinden Glauchau (Ortsteile Glauchau, Kleinbernsdorf, Reinholdshain, Niederlungwitz), Limbach-Oberfrohna (Ortsteile Wolkenburg-Kaufungen, Herrndorf, Uhlsdorf), Remse (Ortsteil Remse), Waldenburg (Ortsteile Niederwinkel, Oberwinkel, Waldenburg), Lunzenau (Ortsteile Lunzenau, Berthelsdorf, Cossen, Rochsburg, Göritzhain), Penig (Ortsteile Markersdorf, Penig, Amerika, Arnsdorf, Thierbach, Zinnberg), Rochlitz (Ortsteile Penna, Rochlitz; Zaßnitz), Seelitz (Ortsteile Fischheim, Seelitz, Biesern, Steudten), Colditz (Ortsteile Colditz, Lastau, Möseln, Sermuth, Zschetzsch), Grimma (Ortsteile Großbothen), für die Industrieentwicklung des Muldentals wichtige und landschaftsbildende prägende Normalspurbahn, wirtschaftsgeschichtlich, eisenbahngeschichtlich, landschaftsgestaltend sowie regionalgeschichtlich von Bedeutung | 09306201 |
| Direkt Bild zu diesem Denkmal hochladen | Wohnhaus | Schaddeler Straße 2 (Karte)                 | Bezeichnet mit 1843 | Straßenbildprägender Fachwerkbau, heimat- und baugeschichtliche Bedeutung. Zweigeschossig, Erdgeschoss massiv, Bruchstein, Obergeschoss Fachwerk, Giebel verbrettert, einseitig abgeschleppt, Satteldach, Biberschwanzdeckung, Türgewände Porphyrtuff, Türsturz bezeichnet mit 1843, zum Teil Fenstergewände in Porphyrtuff. | 08974422 |
| Direkt Bild zu diesem Denkmal hochladen | Wohnstallhaus und Seitengebäude eines Bauernhofes | Windmühlenstraße 10 (Karte)                 | Bezeichnet mit 1844 | Straßenbildprägendes Fachwerkensemble, baugeschichtlich von Bedeutung. - Wohnstallhaus (bezeichnet mit 1844 im Türsturz): zweigeschossig, Erdgeschoss massiv, Porphyrtuffgliederung, Giebel und Obergeschoss Fachwerk, Krüppelwalmdach, rückseitig Frackdach mit Anbau (Porphyrtuffgewände) und Satteldach - Stall: zweigeschossig, Erdgeschoss massiv, Obergeschoss Fachwerk, Satteldach, Porphyrtuffgewände | 08974406 |
|                                         | Stellwerk W4 (Kleinbothener Straße), Stellwerk W2 (Zum Bahnhof), ehemaliges Empfangsgebäude (Colditzer Landstraße 7) sowie die Gleise des Bahnhofs Großbothen (Einzeldenkmale der Sachgesamtheit 09306201)                                                                                           | Zum Bahnhof (Karte)                         | 1869 (Empfangsgebäude); 1899, später verändert (Stellwerk); 1937 (Stellwerk)                                                                          | Einzeldenkmale der Sachgesamtheit Muldentalbahn: Stellwerk W4 (Anschrift: Kleinbothener Straße), Stellwerk W2 (Anschrift: Zum Bahnhof), ehemaliges Empfangsgebäude (Anschrift: Colditzer Landstraße 7) sowie die Gleise des Bahnhofs Großbothen; Anlagen der Bahnstrecken [Borsdorf–Coswig (6386; sä. BC), Glauchau–Wurzen (Muldentalbahn) sowie der Querbahn Großbothen–Borna, Stellwerk W4 mit technischer Ausstattung, erstes Empfangsgebäude von 1869, wichtiger Verkehrsknotenpunkt des Leipziger Landes, verkehrs- und eisenbahngeschichtlich von Bedeutung. Der Bahnhof Großbothen war ein wichtiger Eisenbahnknoten im mittelsächsischen Raum. An ihm kreuzten sich die Strecken Borsdorf – Coswig (zweigleisig, ab 1868), der Strecke Glauchau – Wurzen (Muldentalbahn) (eingleisig, um 1875) und ab 1937 die Querbahn nach Borna. Letztere führte zu umfangreichen Erweiterungen des Bahnhofes Großbothen. Inselbahnsteige und Bahnsteigunterführungen wurden angelegt und die Gleisanlagen erweitert. 2004 wurde das Stellwerk W4 und 2010 die Stellwerke B3 (1899), W1 und W2 außer Betrieb genommen. - Stellwerk W4: mechanisches Stellwerk (Spannwerk erhalten), zweigeschossig, massiv, verputzt, mit Kastenerker (verglast), originale Fenster, transparente Ecken, konkav abgeknicktes Walmdach, im Erdgeschoss Aufschrift „Großbothen“ - Stellwerk W2, mechanisch, zweigeschossig, massiv, verputzt, mit Kastenerker (verglast), originale Fenster, transparente Ecken, konkav abgeknicktes Walmdach, das Wärterstellwerk Stw 2 war für die Ausfahrt nach Borna und nach Grimma unt. Bahnhof zuständig, Hinter dem Stellwerk zweigte die Muldentalbahn in einem Rechtsbogen ab - Empfangsgebäude: 1869 durch die Leipzig-Dresden-Eisenbahn-Compagnie erbaut, Vorläuferbau des Empfangsgebäudes von 1875, Typenbau Flügelbau-Mittelbau-Anbau, zweigeschossiges einfach gehaltenes Hauptgebäude mit aufwändig gestaltetem Anbau (Mittelrisalit, Bogenfenster), Mittelbau eingeschossig, flaches Satteldach, Dachpappe, umgebaut - Wasserstation, Empfangsgebäude (1875) sowie alle anderen bahntechnischen Anlagen sind kein Denkmal. | 08974457 |
|                                         | Wegestein | Zum Bahnhof (Karte)                         | 19. Jahrhundert | Porphyrtuffstele, quadratischer Grundriss, verwitterte Inschrift, verkehrshistorische Bedeutung. Quadratische Natursteinsäule mit flacher pyramidaler Spitze aus dem 19. Jahrhundert, gegebenenfalls ursprünglich vorhandene Inschriften nicht mehr erkennbar. Wegestein als Zeugnis der verkehrstechnischen Erschließung des ländlichen Raumes von verkehrsgeschichtlicher Bedeutung. | 08974458 |

## Ehemaliges Denkmal
| Bild                                    | Bezeichnung                             | Lage                           | Datierung | Beschreibung | ID       |
| --------------------------------------- | --------------------------------------- | ------------------------------ | --------- | --- | -------- |
| Direkt Bild zu diesem Denkmal hochladen | Mietvilla mit Einfriedung (Blauer Affe) | Colditzer Landstraße 6 (Karte) | Um 1905   | Straßenbildprägende Jugendstilvilla, Putzbau mit reichem Stuckdekor, ortsentwicklungs- und baugeschichtliche Bedeutung. - Villa (Bauwerksname angeblich „Blauer Affe“): zweigeschossig mit Mezzaningeschoss, massiv, verputzt, Walmdach (Biberschwanzdeckung) Mittelrisalit mit eingeschossigem Altan und Rundbogengiebel, Eckturm (mit Haube und Knauf) auf rechteckigem Grundriss, seitlich Loggia (zweigeschossig), über den Fenstern Putzfelder mit Jugendstildekor (figurale und florale Elemente), originale Fenster, gekehlte Traufe - Einfriedung: massiv, Ziegelstein, verputzt mit originaler Putzgliederung und Holzlattenzaun, zwei Torpfeiler und Eisentor 2020 abgerissen. | 08974404 |

## Tabellenlegende
- Bild: Bild des Kulturdenkmals, ggf. zusätzlich mit einem Link zu weiteren Fotos des Kulturdenkmals im Medienarchiv Wikimedia Commons. Wenn man auf das Kamerasymbol klickt, können Fotos zu Kulturdenkmalen aus dieser Liste hochgeladen werden:
- Bezeichnung: Denkmalgeschützte Objekte und ggf. Bauwerksname des Kulturdenkmals
- Lage: Straßenname und Hausnummer oder Flurstücknummer des Kulturdenkmals. Die Grundsortierung der Liste erfolgt nach dieser Adresse. Der Link (Karte) führt zu verschiedenen Kartendiensten mit der Position des Kulturdenkmals. Fehlt dieser Link, wurden die Koordinaten noch nicht eingetragen. Sind diese bekannt, können sie über ein Tool mit einer Kartenansicht einfach nachgetragen werden. In dieser Kartenansicht sind Kulturdenkmale ohne Koordinaten mit einem roten bzw. orangen Marker dargestellt und können durch Verschieben auf die richtige Position in der Karte mit Koordinaten versehen werden. Kulturdenkmale ohne Bild sind an einem blauen bzw. roten Marker erkennbar.
- Datierung: Baubeginn, Fertigstellung, Datum der Erstnennung oder grobe zeitliche Einordnung entsprechend des Eintrags in der sächsischen Denkmaldatenbank
- Beschreibung: Kurzcharakteristik des Kulturdenkmals entsprechend des Eintrags in der sächsischen Denkmaldatenbank, ggf. ergänzt durch die dort nur selten veröffentlichten Erfassungstexte oder zusätzliche Informationen
- ID: Vom Landesamt für Denkmalpflege Sachsen vergebene, das Kulturdenkmal eindeutig identifizierende Objekt-Nummer. Der Link führt zum PDF-Denkmaldokument des Landesamtes für Denkmalpflege Sachsen. Bei ehemaligen Kulturdenkmalen können die Objektnummern unbekannt sein und deshalb fehlen bzw. die Links von aus der Datenbank entfernten Objektnummern ins Leere führen. Ein ggf. vorhandenes Icon  führt zu den Angaben des Kulturdenkmals bei Wikidata.

## Ausführliche Denkmaltexte
1. ↑  Dorfkirche Großbothen:
  - Kirche (bezeichnet MDCLXXVI = 1676, an Südseite der Kirche): Saalkirche, verputzt, Bruchsteinbau, gerader Chorschluss, Satteldach, westliches Kirchenschiff Walmdach, schlanker konisch zulaufender Dachreiter, Korbbogenportal, Südseite Rechteckfenster, innen: hölzerne Felderdecke, doppelte Emporen, Orgel der Firma Schmeißer aus Rochlitz, Leichenhalle: eingeschossig, massiv, verputzt, Pyramidendach mit zentraler Lüfterlaterne, Biberschwanzdeckung, Lanzettfenster, überdachter Rundbogeneingang, Eingangstür mit Beschlagwerk, Fenster mit Fensterläden, Biberschwanzdeckung
  - Kriegerdenkmal für die Gefallenen des Ersten Weltkrieges: an der Ostmauer der Kirche, dreiseitige Grabplatte mit Namen der Gefallenen, darüber gerader Abschluss und zwei sitzende Figuren, in der Mitte Eisernes Kreuz, Inschriften „Niemand hat größere Liebe denn die, dass er sein Leben lässt für seine Freunde“ Joh. 15.13. und „Bedenkt: Ihr lebt, weil andere für Euch starben!“ darüber Überdachung (geschweifter dreieckiger Giebel, in der Mitte des Giebelfeldes Ovalfenster der Kirche)
  - Kriegerdenkmal für die Gefallenen des Zweiten Weltkrieges: Grabstein aus Muschelkalk, seitlich kannelierte Säulen, im Giebelfeld Christuskopfrelief mit Dornenkrone aus Kupfer, in Grabplatte Inschrift „1939–1945“ und Kreuz; frei stehend
  - Wandgräber: 
    - 1. Wandgrab: Erbbegräbnis der Fam. Berger, Porphyrtuffwand mit mittigem Dreiecksgiebel auf ionischen Säulen (schwedischer Granit), seitlich Kunststeinplatte mit Kranzrelief
    - 2. Wandgrab: Erbbegräbnis der Fam. Nocke aus Kleinbothen, Porphyrtuffwand mit Rustikamauerwerk, von Säulen (schwedischer Granit) gerahmter Dreiecksgiebel mit Christuskopf, Sitzbank aus Porphyrtuff
    - 3. Wandgrab: Erbbegräbnis der Fam. Anders aus Kleinbothen, Sandsteinwand aus Polygonalmauerwerk, Grabtafel (schwedischer Granit) mit karniesbogenförmiger Überdachung mit lateinischem Kreuz im Giebelfeld

  - Einfriedung: Eisengitter mit Efeu-Imitation
  - zwei Grabmäler für gefallene sowjetische Soldaten: Eisenstele, nach oben verjüngt, roter Anstrich, Sowjetstern, darunter Aufschrift: „neizvestnyj soldat (unbekannter Soldat) 28.5.1945 g.“ und „Govar Danil 23.8.1923, 1.5.1945“
  - ummauerter Kirchhof als Umgebung einer Kirche mit Ursprüngen 1291 (Ersterwähnung)
    - Einfriedung: umlaufend Bruchsteinmauer, teilweise verputzt, Abdeckung ebenfalls verputzt,Eingang von Norden und Süden (Stahlstabtore).
    - Dichte Gräberbelegung (dazwischen Rasen), teilweise Grabeinfassungen aus geschnittenen Eibenhecken
    - Lockerer Baumbestand, überwiegend Rotbuchen und Douglasien
    - Nebengebäude (Leichenhalle). Zugangsweg zwischen Eingängen und Kirche bzw. Leichenhalle mit wassergeb. Decke (grau) befestigt
    - direkte Nachbarschaft und Blickbeziehungen zu großzügigem Pfarrgarten im Süden
2. ↑  Sachgesamtheit Wilhelm-Ostwald-Archiv und Begegnungsstätte:

  - Haus „Werk“, Nummer 27a: beherbergte die ehemalige Arbeits- und Forschungsräume von Wilhelm Ostwald: zweigeschossig, winkelförmiger Grundriss, hohes Mansarddach (einseitig abgewalmt), nach hinten kastenartiger Anbau aus Stahl und Glas, alter Bau erhielt nach Sanierung und Umbau blaue Farbigkeit
  - zwei Nebengebäude (ehemalige Ställe): einfache Bauten mit Fachwerkobergeschoss
  - parkähnlicher Villengarten mit kleinem Steinbruch, in dem sich die Grabanlage befindet
  - Weitläufiger, in großen Teilen waldartiger Park mit frei stehenden Villen und Nebengebäuden, Entstehung ab 1901, Bauherr Chemie-Nobelpreisträger Wilhelm Ostwald. Zonierte Gestaltung, kleinteilige, durch Bruchstein-Trockenmauern abgegrenzte, mit Stauden versehene hausnahe Bereiche und parkähnliches Umfeld. Genutzt als Tagungs- und Gedenkstätte (Wilhelm-Ostwald-Park).
  - Gepflasterte Erschließungsstraße (Kleinsteinpflaster Granit, saniert) mit Granitborden, organische Führung, Parkplatz mit Bruchsteineinfassungen und heideähnlicher Gestaltung (Bauzeit unbekannt), Lindenreihe südöstlich von Haus „Werk“.
  - Näheres Umfeld, insbesondere im Westen des „Haus Energie“, mit kleinteiligen Terrassenanlagen, ursprünglich Staudenbepflanzung durch Wilhelm Ostwald zu Zwecken des Farbstudiums nach Korrespondenz mit Karl Foerster angelegt, einfacher, systematischer Aufbau (rechteckige Beete mit Bruchsteinabgrenzung).
  - Große Rotbuche mit Rundbank zwischen „Haus Energie“ und „Haus Glück Auf“, Übergang zu waldartigem Bestand mit einzelnen Großbäumen (überwiegend Rotbuchen und Eichen). Landschaftliche Wegeführung durch stark bewegtes Gelände. Senke mit zwei Teichen, Rhodendronbepflanzung. Kleinerer und größerer Steinbruch, letzterer mit Teich und Grabstätte für Wilhelm und Helene Ostwald (Steintafel mit Inschrift). „Waldhaus“ etwas abgelegen von den übrigen Gebäuden.
  - Nach Südwesten Übergang in Obstwiese mit linearer Bepflanzung, Blick auf Großbothen.